# Communauté de communes des Trois Rivières (Calvados)
Pour les articles homonymes, voir Communauté de communes des Trois Rivières.
La communauté de communes des Trois Rivières est une ancienne communauté de communes française, située dans le département du Calvados.

## Historique
La communauté de communes est créée le 1er juillet 2002.
Le 1er janvier 2010, les communes de Courcy, Jort, Louvagny et Vicques la quittent et rejoignent la communauté de communes du Pays de Falaise,
Le 1er janvier 2017, la commune de Vendeuvre se sépare de la communauté de communes des Trois Rivières pour rejoindre la celle du Pays de Falaise.
À la même date, les treize communes restantes fusionnent au sein de la commune nouvelle de Saint-Pierre-en-Auge. Cette commune intègre — avec les communautés de communes de Lintercom Lisieux - Pays d'Auge - Normandie, du Pays de Livarot, du Pays de l'Orbiquet et de la Vallée d'Auge — la communauté d'agglomération Lisieux Normandie .

## Composition
Elle était composée de quatorze communes suivantes :
1. Boissey
2. Bretteville-sur-Dives
3. Hiéville
4. Mittois
5. Montviette
6. L'Oudon
7. Ouville-la-Bien-Tournée
8. Sainte-Marguerite-de-Viette
9. Saint-Georges-en-Auge
10. Saint-Pierre-sur-Dives
11. Thiéville
12. Vaudeloges
13. Vendeuvre
14. Vieux-Pont-en-Auge

## Compétences
- Aménagement de l'espace
  - Schéma de cohérence territoriale (SCOT) (à titre obligatoire)
  - Schéma de secteur (à titre obligatoire)
- Développement et aménagement économique
  - Abattoirs, abattoirs-marchés et marchés d'intérêt national, halles, foires (à titre facultatif)
  - Création, aménagement, entretien et gestion de zone d'activités industrielle, commerciale, tertiaire, artisanale ou touristique (à titre obligatoire)
  - Tourisme (à titre obligatoire)
- Développement et aménagement social et culturel
  - Activités culturelles ou socioculturelles (à titre facultatif)
  - Activités sportives (à titre facultatif)
  - Transport scolaire (à titre facultatif)
- Environnement
  - Assainissement non collectif (à titre facultatif)
  - Collecte et traitement des déchets des ménages et déchets assimilés (à titre optionnel)
- Voirie - Création, aménagement, entretien de la voirie (à titre optionnel)

## Administration
| Période       | Période       | Identité           | Étiquette | Qualité                                            |
| ------------- | ------------- | ------------------ | --------- | -------------------------------------------------- |
| Décembre 2002 | Décembre 2004 | Françoise François |           | Maire adjointe de Saint-Pierre-sur-Dives           |
| Décembre 2004 | Janvier 2007  | Michel Bénard      |           | Ancien maire de L'Oudon, conseiller général        |
| Janvier 2007  | Décembre 2016 | Michel Daigremont  |           | Chef d'entreprise, adjoint puis maire de Thiéville |